# 林天生
林天生（？—2008年6月），台灣政治人物，排灣族人。曾任國小、高中教師，後代表中國國民黨在山地原住民選舉區當選為第一屆第五次增額立法委員。